# Alparslan Türkeş
Alparslan Türkeş (Nicosia, 25 novembre 1917 – Ankara, 4 aprile 1997) è stato un politico turco, chiamato "Başbuğ" (Il leader) dai suoi seguaci.
Fu persona influente nella politica turca, sia come militare, sia più tardi come politico.

## Nome
Il suo fu un "nome di combattimento", diventato nome ufficiale dopo il 1934. Il suo nome originario è argomento di discussione. Numerosi turchi, basandosi sulla Büyük Larousse Sözlük ve Ansiklopedisi, affermano che fosse nato come "Hüseyin Feyzullah" ma i suoi seguaci replicano con fermezza sostenendo che invece fosse "Ali Arslan". I suoi amici più intimi e le sue più vecchie conoscenze lo chiamavano Albay (Colonnello).

## Biografia
Era Colonnello dell'esercito turco quando il 27 maggio 1960 orchestrò un colpo di stato venne messo in atto da un gruppo di 37 giovani ufficiali di medio e basso rango, che agirono al di fuori della catena di comando dello stato maggiore.
Alparslan Türkeş fu il portavoce del colpo di Stato che portò alla caduta del governo di Adnan Menderes, che fu più tardi giustiziato dopo un processo imbastito dopo il colpo di Stato del 1960.
Tuttavia  Türkeş fu allontanato con un colpo di mano dalla stessa giunta militare che aveva guidato. In seguito egli raggiunse le file del Cumhuriyetçi Köylü Millet Partisi (CKMP, Partito Nazionale dei Contadini Repubblicano) e fu eletto suo Presidente.
Grazie al MHP, Türkeş espresse le opinioni destrorse dei suoi predecessori, come Nihal Atsız, che è noto per le sue idee esplicitamente razziste e lo trasformò in una potente forza politica.  Nel 1965, Türkeş pubblicò un opuscolo politico intitolato "Dokuz Işık Doktrini" (La dottrina delle Nove Luci). Questo testo elencava nove principi basilari che dovevano formare la base dell'ideologia nazionalista. Essi erano: nazionalismo, idealismo, moralità, socialità, scientismo, indipendentismo, ruralismo, progressivismo e populismo, e infine industrialismo e tecnologismo. Nel 1969 il CKMP fu chiamato Milliyetçi Hareket Partisi, abbreviato in MHP.
Türkeş servì come vice-Primo Ministro nei governi di destra del Milliyetçi Cephe (Fronte Nazionalista).
Nel 1992, Alparslan Türkeş giunse a Baku per sostenere Abülfaz Elçibay, che si proponeva apertamente come simpatizzante del gruppo nazionalista, durante le elezioni presidenziali. Una volta eletto come Presidente dell'Azerbaigian, Elçibay scelse come ministro dell'Interno İsgandar Hamidov, un membro dei Lupi Grigi che agivano per creare una Grande Turchia che avrebbe dovuto includere nelle loro intenzioni l'Iraq settentrionale ed estendersi fino alla Siberia, all'India e alla Cina. Hamidov si dimise nell'aprile del 1993 dopo aver minacciato l'Armenia di attacco nucleare.
Türkeş è considerato neofascista e razzista dagli uomini della sinistra, a causa della sua lotta attiva contro la sinistra politica e delle sue concezioni riguardanti la superiorità della "razza" turca. È stato considerato altresì l'anima principale delle organizzazioni paramilitari anti-comuniste, note come 'Ülkü Ocakları', ed è stato esplicitamente accusato di coinvolgimento nell'assassinio di numerosi sindacalisti, attivisti di sinistra e studenti, specie nel corso della seconda metà degli anni settanta. I suoi seguaci lo considerano una delle icone del movimento nazionalista turco.

## Opere
- "Dokuz Işık"(Nove Luci) (1965)
- "1944 Milliyetçilik Olayı"(1944 Incidente del Nazionalismo) (1968)
- "Türkiye'nin Sorunları"(Problemi della Turchia) (1969)
- "Yeni Ufuklara Doğru"(Verso nuovi orizzonti) (1972)
- "27 Mayıs - 13 Kasım, 27 Mayıs ve Gerçekleri"(27 maggio - 13 novembre, il 27 maggio e le sue verità) (1977)
- "Temel Görüşler"(Fundamental Views) (1977)